# Lovers Friends
Lovers Friends is een nummer van het Oostenrijkse dj-duo MÖWE uit 2016, ingezongen door de Duitse zanger Daniel Nitt.
Het nummer wist in zowel Oostenrijk als Duitsland geen hitlijsten te behalen. In Nederland haalde het de eerste positie in de Tipparade, en in Vlaanderen haalde het ook de Tipparade.